# Miguel Ángel Cornero
Miguel Ángel Cornero (* 12. März 1952 in Rosario, Santa Fe, Argentinien; † 19. November 1999 in Mexiko-Stadt, Mexiko) war ein argentinischer Fußballspieler auf der Position eines Verteidigers.

## Laufbahn
Cornero begann seine Profikarriere bei seinem Heimatverein Rosario Central, mit dem er zweimal die argentinische Fußballmeisterschaft gewann.
1974 wechselte er in die mexikanische Liga zum Club América, mit dem er 1976 sowohl den Meistertitel als auch den Supercup gewann. 1977 unterschrieb er beim Stadtrivalen Cruz Azul, mit dem er in den Spielzeiten 1978/79 und 1979/80 zwei weitere Meistertitel gewann. Seine letzte Saison 1983/84 als Fußballprofi verbrachte er in Reihen des Deportivo Toluca FC.

## Krankheit und Tod
In den letzten Jahren war Cornero zunehmend mit gesundheitlichen Problemen konfrontiert, die durch einen Tritt gegen seinen Kopf verursacht waren, den er während eines Gerangels in einer Begegnung zwischen seinen ehemaligen Vereinen América und Cruz Azul erhalten hatte. Die Spätfolgen dieses Trittes führten zu einem teilweisen Lähmungszustand in seinem Kopf und einer Schädigung seines Nervensystems und seiner Stimmbänder. Im Alter von nur 47 Jahren starb Cornero in einem Krankenhaus in der mexikanischen Hauptstadt.

## Erfolge
- Argentinischer Meister: 1971 und 1973 (Torneo Nacional)
- Mexikanischer Meister: 1976, 1979 und 1980
- Mexikanischer Supercup: 1976